# Mizsey Péter
Mizsey Péter (Budapest, 1951. augusztus 1. –) magyar vegyészmérnök.

## Életpályája és munkássága
Vegyésztechnikusi végzettségét a Petrik Lajos Vegyipari Technikumban szerezte meg 1969-ben, majd a vegyészmérnöki oklevelét 1975-ben vehette kézbe a Budapesti Műszaki Egyetemen. 1981-ben a tányéros desztilláló oszlopok gőzáramzavarására adott hidrodinamikai tranzienseivel végzett munkájával megkapta a Doctor Technicus címet. 1987-ban kezdte meg PhD tanulmányait a svájci Eidgenössische Technische Hochschule-ben (ETH) Prof. David W.T. Rippinnél. Témavezetője Prof. Dr. Fonyó Zsolt volt. Doktori értekezését, melyet a teljes kémiai folyamatok szintézisének globális megközelítéséről írt 1991-ben védte meg. 1996-ban az EPA USA szervezésében tartott kurzust a környezetszennyezésről.[forrás?] Egy évre rá habilitált a Budapesti Műszaki Egyetemen. 2001 óta az MTA doktora műszaki kémia, vegyipari műveletek témakörben. 2005-2006-ban az EU Joint research Centre, Institute for Prospective Technological Studies kutatója volt, ahol részt vett a Clean Air for Europe projektben.
2006-2007-ben a BME Vegyipari Műveletek tanszékének vezetője, majd 2007 és 2016 közt a jogutód Kémiai és Környezeti Folyamatmérnöki Tanszékét vezette, szintén a BME-n. 2015 óta az Európai Tudományos és Művészeti Akadémia tagja. 2017 óta a Miskolci Egyetem Kémiai Intézetének egyetemi tanára.
Kutatási területe a vegyipari, petrolkémiai üzemek üzemegységeinek vizsgálata, művelettani és irányítástechnikai fejlesztése, környezeti hatásvizsgálat, valamint a gyógyszergyártás művelettani vonatkozásainak vizsgálata. A vegyészmérnök képzés oktatójaként különös hangsúlyt fektet az üvegházhatású gázokhoz fűződő kutatások hallgatók általi megismertetésére. A Miskolci Egyetemen ő hozta létre a CO2 Networköt, melyben az akadémiai szféra és a nagy iparvállalatok (Borsodchem, MOL MPK, Dunaferr) fogtak össze, hogy megosszák egymással az üvegházhatású gázkibocsátás csökkentésére alkalmazott legjobb gyakorlatukat.[forrás?]
Számos megvalósult ipari munka innovátora a pervaporáció, a nemideális folyadékelegyek elválasztása, az irányítástechnika, a folyamattervezés és a folyamatintegráció, a körkörös gazdaság területén. Nevéhez köthető a technológiai hulladékvizek fizikokémiai módszerekkel történő ártalmatlanítási alapelveinek kidolgozása. Több[forrás?] szabadalom birtokosa.[pontosabban?] Koczka Katalinnal és Tungler Antallal tanulmányt írt a technológiai hulladékvizek fizikokémiai módszerekkel történő ártalmatlanításának alapelveiről és ipari módszereiről.
Megvalósult mérnöki tervezései:
- rektifikáló oszlopok (5 db.) gyógyszergyárban és petrokémiai üzemben
- gyógyszeripari elválasztási problémák, rektifikálással (4 db.)
- finomkémiai üzem szupertiszta oldószerének előállítása,
- petrokémiai üzem rektifikáló oszlopai (4 db.), petrolkémiai üzem ipari hőcserélői (8 db.),
- petrokémiai irányítástechnikai fejlesztés, - NITROKÉMIA átvilágítása alapján beruházás megvalósítása

### Könyvek
- Daniel Fozer; Peter Mizsey: Storage of Fluctuating Renewable Energy. (Advances in Carbon Management Technologies) CRC Press, 2021
- Cséfalvay Edit, Deák András, Farkas Tivadar, Hanák László, Mika László, Mizsey Péter, Sawinsky János, Simándi Béla, Szánya Tibor, Székely Edit, Vágó Emese: VEGYIPARI MŰVELETEK II. Anyagátadó műveletek és kémiai reaktorok, Kiadó Typotex Kiadó, 2011, ISBN 978-963-279-487-7
- Mizsey Péter: Folyamatirányítási rendszerek. Budapest: Typotex Kiadó. 2011.  ISBN 978-963-2794-75-4
- Hajdú H.; Borus, A.; Kalmár, I.; Mizsey, P: Szabályozástechnikai mérések. Budapest: BME Vegyipari Műveletek Tanszék. 1993.

## Publikációk
https://scholar.google.com/citations?hl=hu&authuser=1&user=IC8tNFoAAAAJ

## Díjai, elismerései
- Széchenyi Professzori Ösztöndíj (2000-2003)
- MOL Tudományos Díj,[10] Rácz Lászlóval és Szedlák Péterrel az „FCC üzem irányítástechnikai célú felülvizsgálata a »rough set« analízis segítségével” című pályázat keretében a „rough set” matematikai eszköz alkalmazásával javasolt új szabályzókörért, amely alkalmas az FCC üzemben az utóégetés elkerülésére (2004)[11]
- Varga József-érem (2011)[12]
- Kiváló környezetmérnöki oktatásért. A Magyar Mérnöki Kamara díja (2012)
- Greennováció, Kiemelt Díj (2014)
- Követ, Ablakon Bedobott Pénz Díj a Folprint Zöldnyomda Kft. és EGIS Gyógyszergyár Zrt. a díjazott (2014)[13][14]
- Pro Progressio Innovációs Díj (2015)
- European Federation of Chemical Engineering-EFCE: Outstanding PhD Thesis on Computer Aided Process Engineering, 2. hely PhD supervisor (2016)
- World Water Summit: Professional Award (2016)
- IChemE Global Award – Water category: 2. hely (2017)
- Gran Prize, A "Swedish Commercial Chamber" környezetvédelmi díja (2018)
- Magyar Hidrológiai Társaság: Vitális Sándor Szakirodalmi Nívódíj (2018, 2020)[10]
- Széchenyi István Egyetem: Publikációs Nívódíj, (2019)[forrás?]
- Wartha Vince Díj,[10][15] iparban megvalósított kiváló tervezésért (2020)
- Miskolci Egyetem, Műszaki Anyagtudományi Kar 1. helyezett Kutatója (2021)
- Innovációs és Technológiai Minisztérium, Klímavédelemért díj (2021)
- Miskolci Egyetem Kiemelkedő Kutatója (2022)